# Dobra Voda (miasto Jagodina)
Dobra Voda (cyr. Добра Вода) – wieś w Serbii, w okręgu pomorawskim, w mieście Jagodina. W 2011 roku liczyła 379 mieszkańców.